# Ginetta G15
Ginetta G15 — двомісний спортивний автомобіль із заднім розташуванням двигуна, розроблений Айвором Волклеттом і виготовлений компанією Ginetta Cars Limited у Вітамі, Ессекс між 1968 і 1974 роками.
Ginetta уклала угоду з Rootes Group у Ковентрі, Англія, щодо постачання легких алюмінієвих рядних 4-циліндрових двигунів об’ємом 875 см3. Унікальний кут нахилу двигуна Rootes Imp і мала вага означали, що двигун добре підходив до низьких ліній кузова, передбачених Айвором для дорожнього спортивного автомобіля G15. Його кузов купе був виготовлений зі скловолокна за допомогою єдиної прес-форми та утворив частину конструкції після встановлення на трубчасте сталеве шасі. Незалежна підвіска використовувала гвинтові пружини і амортизатори спереду і ззаду. Передня підвіска включала модифіковані верхні та нижні поперечні важелі різних автомобілів Triumph: TR4, TR6, Spitfire та Herald. Він мав стабілізатор поперечної стійкості, дискові гальма розміром 230 мм і втулки PCD 4×100 мм. Задня підвіска використовувала маятники та барабанні гальма. Конструкція включає задню кришку двигуна, яка повертається вгору, забезпечуючи повний доступ до двигуна та різних компонентів. Розмір коліс становить 130 мм × 330 мм. Відкидна заливна горловина в центрі носової частини заповнює паливний бак, який є або сталевим баком, що містить 18 літрів, або 26 літрів зі скловолокна. Також спереду розташований радіатор, а за ним – запасне колесо. Акумулятор був встановлений у передньому відділенні з боку пасажира перед колесом. Вага становила приблизно 560 кг залежно від конфігурації.

## Двигуни
- 875 см3 Rootes/Chrysler I4
- 998 см3 Rootes/Chrysler I4